# Río Maun
El río Maun es un río en Nottinghamshire, Inglaterra. Su origen se encuentra en Kirkby-in-Ashfield, y desde allí fluye de norte al este a través de Mansfield (que toma su nombre del río), Edwinstowe y Ollerton, que son el corazón de la zona del bosque de Sherwood. 
Se hace conocido como Whitewater cerca del pueblo de Walesby y conecta con el río Meden en el Camino de Robin Hood. 
- Datos: Q7337626
- Multimedia: River Maun / Q7337626